# Lucky No. 7 EP
Lucky No. 7 es un EP lanzado por la banda mexicana Rey Pila en el año 2019. El EP contiene 5 temas inéditos producidos por Diego Solórzano, Ricardo Acasuso y Rey Pila, grabados en los estudios Sonic Ranch en Texas, EUA.
La estación de radio mexicana Reactor 105.7 FM incluyó la canción "Disciples IV" en su conteo de las mejores canciones del 2019.

## Lista de canciones
| N.º | Título                                                                             | Duración |  |
| 1.  | «Disciples IV» (Diego Solórzano, Andrés Velasco, Rodrigo Blanco, Miguel Hernández) | 3:35     |  |
| 2.  | «Flames» (Diego Solórzano, Andrés Velasco, Rodrigo Blanco, Miguel Hernández)       | 2:46     |  |
| 3.  | «Anxious» (Diego Solórzano, Andrés Velasco, Rodrigo Blanco, Miguel Hernández)      | 3:36     |  |
| 4.  | «Come Over» (Diego Solórzano, Andrés Velasco, Rodrigo Blanco, Miguel Hernández)    | 4:01     |  |
| 5.  | «Lucky No. 7» (Diego Solórzano, Andrés Velasco, Rodrigo Blanco, Miguel Hernández)  | 3:05     |  |

## Créditos
- Diego Solórzano – productor
- Ricardo Acasuso – producción adicional
- Rey Pila – producción adicional
- Ricardo Acasuso – mezcla
- Brian Lucey – masterización
- Nick Hoyle – arte